# Goniothalamus cheliensis
Goniothalamus cheliensis este o specie de plante din genul Goniothalamus, familia Annonaceae, descrisă de Hu Hsien-Hsu. A fost clasificată de IUCN ca specie în pericol. Conform Catalogue of Life specia Goniothalamus cheliensis nu are subspecii cunoscute.